# Фос-ла-Виль
Фос-ла-Виль (фр. Fosses-la-Ville, валлон. Fosse-li-Veye / Grand Veye di Fosse / Grande Fosse-li-Veye), ранее Фос (фр. Fosses, валлон. Fosse) — коммуна в Валлонии, расположенная в провинции Намюр, округ Намюр. Принадлежит Французскому языковому сообществу Бельгии. На площади 63,24 км² проживают 9311 человек (плотность населения — 147 чел./км²), из которых 50,24 % — мужчины и 49,76 % — женщины. Средний годовой доход на душу населения в 2003 году составлял 11 876 евро.
Почтовый код: 5070. Телефонный код: 071.